# Čechrak
Il Čechrak (in russo Чехрак?) o Čochrak (Чохрак; in lingua adighè: Щэхъурадж) è un fiume della Russia europea meridionale, affluente di sinistra del Laba. Scorre nella Adighezia e nel Territorio di Krasnodar.
Il fiume ha origine dalla confluenza dei fiumi Bol'šoj Čochrak e Malyj Čochrak nel distretto Mostovskij (Krasnodar). Scorre prima verso ovest, poi gira a nord e attraversa i territori dei distretti Košechabl'skij, Giaginskij e Šovgenovskij della Adighezia. La lunghezza del fiume è di 84 km. L'area del bacino idrografico è di 601 km². Scorre parallelo tra il corso del Fars (a sinistra) e il fiume Laba (a destra) fino a confluire in quest'ultimo a 96 km dalla foce. 